# ぼくの年上の女
『ぼくの年上の女』（ぼくのとしうえのひと）は、石川欣監督による日本映画である。2024年11月30日公開。
2024年11月開始の『OP PICTURES＋フェス2024』内で公開される作品の一つ。

## 概要
監督の石川が脚本、編集、劇中音楽も担当しており、ギター演奏も石川によるものである。ピンク映画ではSMや露出癖などニッチなフェチズムを描くことが多かった石川が、あえて令和に昭和チックな年上女性への恋をテーマに描く。
劇場公開日には舞台挨拶が行われ希島は「スケベな女を演じました」とコメント。監督の石川は「年上の女性に憧れるというのはオーソドックスな話で、男性なら絶対に経験があるはず」と制作意図を説明。希島は「監督の実話ですか?」と逆質問を行い、会場を沸かせた。

## あらすじ
カイトは同じ大学に通う彼女のサクラと同棲していたが、サクラが帰省で留守の間、叔父に呼び出され、多忙な自分に代わり妻の監視をしてほしいと依頼される。急遽世話係として喜多條美咲と過ごすことになったカイト。しかし叔父からは美咲を「再婚相手」として紹介されたのだが、美咲からは愛人関係だと聞かされる。当初は他者に冷たく、気分屋で自由奔放な行動に振り回されるカイトであったが、次第に美麗な姿態と内面のギャップに惚れ、吸い寄せられていく、

## 登場人物
喜多條美咲
演 - 希島あいり

サクラ
演 - 彩川ゆめ

アンナ
演 - 燃ゆる芥

喜多條カイト
演 - 安田楓太

喜多條雅也
演 - 重松隆志

陳川
演 - 石川雄也

指川
演 - 竹本泰志

## スタッフ
- 監督・脚本：石川欣
- プロデュ―サ―：髙原秀和
- 撮影監督：田宮健彦
- 録音：百瀬賢一
- 編集：石川欣
- 挿入曲演奏：石川欣
- 助監督：森山茂雄 小泉剛 末永賢
- 撮影助手：宮原かおり
- 制作応援：今川健吾 燃ゆる芥
- 女装メイク：燃ゆる芥
- スチール：本田あきら
- 仕上げ：東映ラボ・テック
- 提供・配給：オーピー映画